# Diecezja Ardagh i Clonmacnoise
Diecezja Ardagh i Clonmacnoise (łac. Diœcesis Ardachadensis (et Cluanensis)) – diecezja Kościoła katolickiego w Irlandii. Istnieje od V wieku.

## Główne świątynie
- Katedra: Katedra św. Mela w Longford

## Biskupi diecezjalni
- Św. Mel (454 - 488)
- Św. Milchuo (488 - ?)
- Teffia
- Św. Erardo (około 700)
- Faelghus (około 874)
- Ceily (? - 1048)
- Macrait O'Moran (1152 - 1168)
- Christian O'Heotal (1172 - 1179)
- O'Hislenan (? - 1189)
- Adam O'Murray (? - 1217)
- Robert O.Cist. (1217 - 1224)
- Simon Margraith (1224 - 1230)
- Joseph Magoday (? - 1231)
- Jocelyn O'Tormaig (1233 - 1237)
- Brendon Magoday (1238 - 1255)
- Miles Dunstable (1256 - 1288)
- Mathhew O'Heotha (1289 - 1322)
- Robert Wirsop O.E.S.A. (1323 - 1323)
- John Magee (1324 - 1340)
- Owen (1343 - 1367)
- William MacCarmaic (1367 - 1373)
- Carl O'Ferrall (1373 - 1378) (antybiskup?)
- John Aubrey O.P. (1374 - 1394)
- Gilbert MacBrady (1395 - 1400)
- Adam Lynns O.P. (1400 - 1416)
- Cornelius O'Ferral (1418 - 1423)
- Richard O'Ferral (1425 - 1444)
- Cormac MacSamadran O.S.A. (1446 - ?)
- John O'Ferral (1462 - ?)
- Donatus O'Ferral (1467 - ?)
- John O'Ferral (1471 - ?) (drugi raz)
- William O'Ferral O.Cist. (1480 - 1516)
- Roger O'Moleyn (1517 - ?)
- Patrick MacMahon O.F.M. (1541 - ?)
- Thomas Offilay O.E.S.A. (1555)
- Richard MacBrady O.F.M.Obs. (1576 - 1580)
- Edmund MacGauran (1581 - 1587)
  - Sede vacante (1587-1647)
- Patrick Plunkett O.Cist. (1647 - 1669)
  - Sede vacante (1669-1717)
- Thomas Flynn (1717 - 1730)
- Peter Mulligan O.E.S.A. (1730 - 1739)
- Thomas O’Beirne (1739 - 1747)
- Thomas MacDermot (1747 - 1751)
- Augustine Cheevers O.E.S.A. (1751 - 1756)
- Anthony Blake (1756 - 1758)
- James Brady (1758 - 1788)
- John Cruise (1788 - 1812)
- James Magauran (1815 - 1829)
- William O’Higgins (1829 - 1853)
- John Kilduff (1853 - 1867)
- Neale MacCabe C.M. (1867 - 1870)
- George Michael Conroy (1871 - 1878)
- Bartholomew Woodlock (1879 - 1895)
- Joseph Hoare (1895 - 1927)
- James Joseph MacNamee (1927 - 1966)
- Cahal Brandan Daly (1967 - 1982)
- Colm O’Reilly (1983 - 2013)
- Francis Duffy (2013 - 2021)
- Paul Connell (od 2023)